# UPL
Pour le parti politique tunisien, voir Union patriotique libre.
Pour le parti politique espagnol, voir Unión del Pueblo Leonés.
UPL Corporation (株式会社ユーピーエル) (également UPL Co. Ltd) est une entreprise qui exerçait son activité dans le domaine du développement et l'édition de jeux vidéo. L'entreprise est née au début des années 1980 sous le nom de Universal Play Land (ユニバーサルプレイランド) par Universal CO., Ltd..
Après l'aventure UPL, Tsutomu Fujisawa crée une nouvelle entreprise appelée Scarab, qui sera plus tard renommée feelplus (entièrement en minuscule).

## Historique
L'entreprise est fondée sous de Universal Play Land en 1976. en tant que filiale à Oyama au Japon. En 1984, l'entreprise est renommée UPL Co. Ltd. UPL fait faillite en mars 1992.

## Liste de jeu

### Arcade
- Mouser
- DoRoDon
- NOVA2001
- Ninja-Kid
- Penguin Wars
- Raiders5
- Super Wing
- Strahl
- XX Mission
- Ark Area
- Mutant Night
- Ninja-Kid II
- Atomic Robo-Kid
- Omega Fighter
- Otogizoushi Urashima Mahjong
- Task Force Harrier
- Bio-ship Paladin
- USAAF Mustang
- Uchuu Senkan Gomorrah
- Vandyke
- Vandyke Fantasy
- Video Action
- Video Action 2
- Acrobat Mission
- Black Heart
- Koutetsu Yousai Strahl
- Zool

### Game Boy
- Ninja Taro

### Sega Mega Drive
- Atomic Robo-Kid
- Bio-ship Paladin

### Sharp X68000
- Atomic Robo-Kid

### Super NES
- Acrobat Mission
- Super Ninja-kun

### TurboGrafx-16 / TurboGrafx-CD
- Atomic Robo-Kid Special
- Gomola Speed